# San Juan Evangelista (Santo Domingo el Antiguo)
San Juan Evangelista es una obra del Greco, realizada entre 1577 y 1579, poco después de su llegada a Toledo. Conforma el número 6 en el catálogo razonado realizado por el profesor e historiador del arte Harold Wethey, especializado en este artista.

## Introducción
No es posible que el personaje representado en este lienzo sea San Pablo, como afirman José Camón Aznar y Elizabeth du Gué Trapier -siguiendo a Antonio Ponz- porqué en la iconografía de este personaje siempre aparece con una espada, y este no es el caso de esta pintura. Claramente se trata de Juan el Evangelista, y en un dibujo preparatorio: Dibujo de San Juan Evangelista, aparece un águila, distintiva de este Santo. En este lienzo, El Greco representa a un hombre de edad avanzada y leyendo un libro, cuando más tarde, en sus Apostolados, lo representaría joven, con un cáliz y un águila, que es más perceptible en el mencionado dibujo. Además cabe señalar que era tradicional en un retablo la asociación de los dos Santos Juanes, como ocurre en este caso.

## Análisis de la obra
- Pintura al óleo sobre lienzo ; 212 × 78 cm.; Monasterio de Santo Domingo el Antiguo (Toledo).

Es una obra que tiene gran influencia del arte italiano, y ha llegado a ser comparada por su terribilità con el Moisés de Miguel Ángel en San Pietro in Vincoli. En La Asunción de María, que es la principal pintura del mismo retablo, también aparece representado el mismo Apóstol Juan, aunque de forma muy diferente. Manuel Bartolomé Cossío señala el contraste entre la realista y juvenil cabeza que aparece en el primer lienzo, y este grandioso evangelista de Patmos, impregnado de espíritu bíblico.
San Juan Evangelista, vestido con una túnica azul y un atuendo rosado, destaca sobre un fondo azul con nubes. El Greco centra la composición en el rostro del evangelista. Sus manos exhiben delicadeza y espiritualidad. Cabe señalar que el águila, distintiva de este santo, aparece en la parte superior izquierda, sobre el hombro del santo, pero que es casi imperceptible, debido al oscurecimiento y el mal estado de este lienzo.
San Juan lleva su mano derecha a la altura de la boca, expresando concentración mental y espiritual. El fondo nebuloso dramatiza en particular la parte alta del lienzo. El atuendo del personaje, además de sus valores plásticos, expresa un sentido de grandeza que refleja la expresión del rostro. El dibujo es más perceptible que en otras obras del Greco. Así lo demuestran la mano derecha, el trozo de antebrazo visible, los admirables pies y la cabeza que, por su posición inclinada hacia adelante, produce intensas sombras bajo el arco superciliar de la mejilla derecha.

### Situación dentro del conjunto
- Retablo mayor, primer cuerpo, calle lateral derecha.